# Strnadice
Strnadice jsou malá vesnice, část městyse Maršovice v okrese Benešov. Nachází se asi 1,5 km na jihozápad od Maršovic. V roce 2009 zde bylo evidováno 22 adres.
Strnadice jsou také název katastrálního území o rozloze 1,87 km².

## Historie
První písemná zmínka o vesnici pochází z roku 1384.

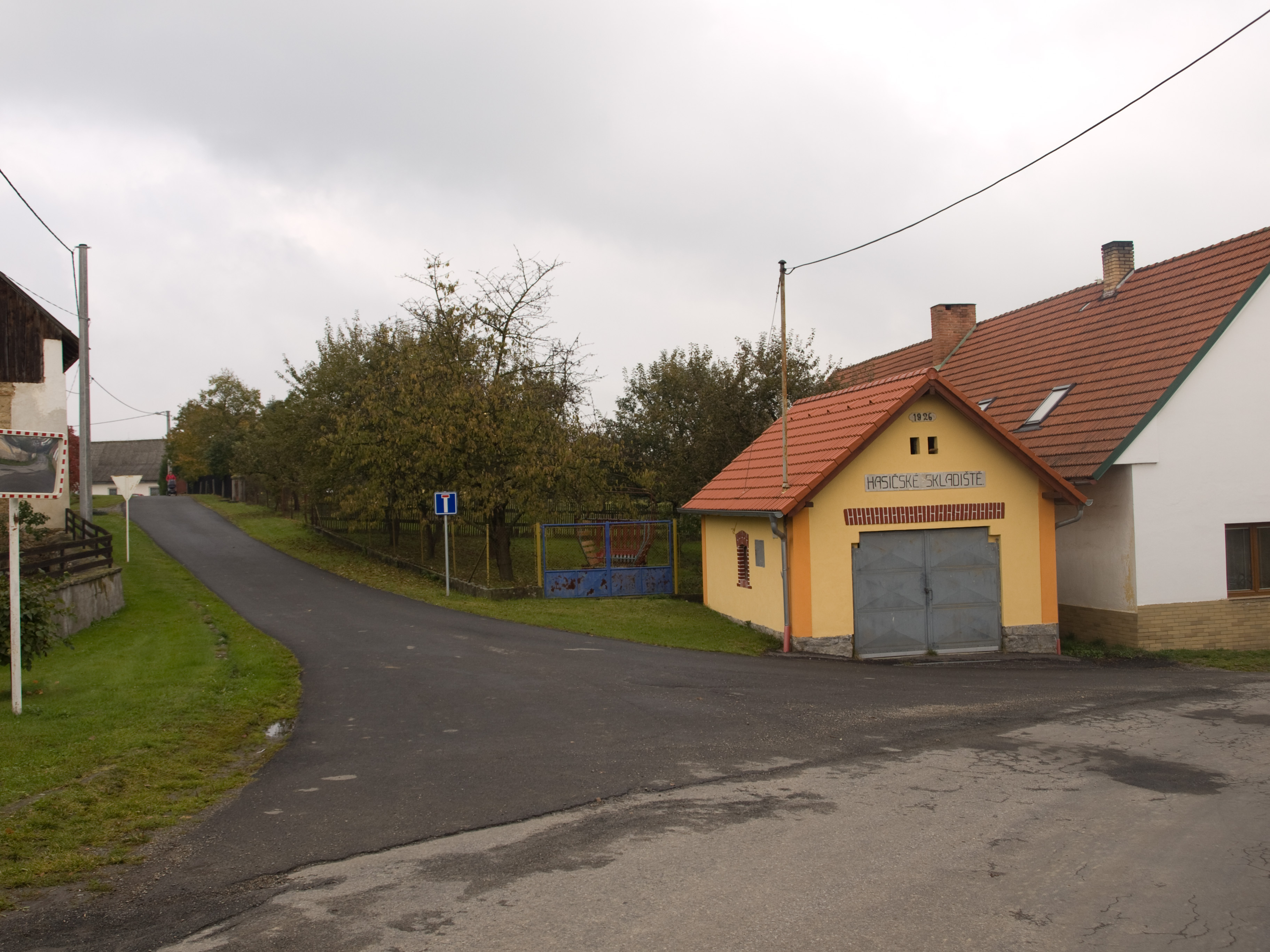
Náves

Za druhé světové války se ves stala součástí vojenského cvičiště Zbraní SS Benešov a její obyvatelé se museli 1. dubna 1944 vystěhovat.

## Památky v obci
- Kamenná zvonice, která nese dataci 1879.
- Pomník padlým z první světové války byl po nuceném vystěhování obyvatel poničen a obnoven byl v roce 1947. Kromě vročení 1914–1918 nese datum 15. VI. 1944 (vystěhování obyvatel) a 6. VI. 1945.[7]